# 1200年代
| 千纪： | 2千纪                                                                                            |
| 世纪： | 11世纪 \| 12世纪 \| 13世纪                                                                       |
| 年代： | 1170年代 \| 1180年代 \| 1190年代 \| 1200年代 \| 1210年代 \| 1220年代 \| 1230年代                 |
| 年份： | 1200年 \| 1201年 \| 1202年 \| 1203年 \| 1204年 \| 1205年 \| 1206年 \| 1207年 \| 1208年 \| 1209年 |

## 大事记
- 1200年，法国巴黎大学成立。
- 1202年—1204年，第四次十字军东征。
- 1206年，宋朝开禧北伐。
- 1206年，成吉思汗建立大蒙古国。
- 1206年，印度德里苏丹国创立。
- 1208年，宋金嘉定和议。
- 1209年，英国剑桥大学成立。

## 逝世
- 宋光宗（1200年）
- 朱熹（1200年）
- 王罕（1203年）
- 辛弃疾（1205年）
- 韩侂胄（1207年）
- 金章宗（1208年）